# 黄文雄 (評論家)
黄 文雄（こう ぶんゆう、1938年12月5日 - 2024年7月）は、台湾出身で日本在住の作家、評論家。拓殖大学日本文化研究所客員教授、世界戦略総合研究所（世界平和統一家庭連合〈旧統一教会〉系シンクタンク）評議員、主権回復を目指す会顧問。
台湾の政治活動家・独立運動家・人権活動家である黄文雄と生年が近く、かつ両名とも台湾独立建国連盟の関係者であるため混同されることがあるが、まったくの別人である。

## 経歴
1938年（昭和13年）台湾高雄県岡山鎮生まれ。1964年（昭和39年）に日本へ移る。1969年（昭和44年）早稲田大学第一商学部卒業、1971年（昭和46年）明治大学大学院政治経済学研究科西洋経済史学修士。
2024年7月に死去。85歳没。訃報は同年8月26日、台湾独立建国連盟主席の陳重光のFacebookにより明らかにされた。

## 主張
- 韓国人の民族性は「事大主義と従属国根性が染みついたもの」[3][4][5]。

- 日本の治安については、日本の警察の優秀さのほかに日本人の法を守る精神や徳を守る精神などの文化的民度の高さによるものであると述べた[6]。

- 東南アジアの華人は植民地の土着民族を見下していたため日本軍のシンガポール華僑粛清事件など華人の虐殺、及び社会からの追放はマレー人など東南アジア植民地の主要民族の地位向上につながった。また東南アジアの反日デモは華人によるものでマレー人などの主要民族は評価をしているため犯罪行為の謝罪は彼らを裏切ることになると虐殺を評価している[7]。

## 人物
- 黄は、アメリカに住む友人からアメリカに住むよう誘われても、日本にいるのが一番いいとしている。日本を出ることが嫌で、海外に出ても一週間以内に戻ってしまうという。それは、日本人の「他人を思いやる」文化に依るところが大きく、日本人は他人のために個を滅することを厭わないという類稀なる気質に、自分を含めた世界の人々が惹かれるのだと述べている[8]。
- 「香港を潰した中国が危険な賭けに出る可能性があり、台湾の次は沖縄を狙っている」と主張している[9]。

## 著作

### 単著
- 『陰謀学入門 人間攻略の秘密兵器』ダイヤモンド社、1975年。
- 『中国富豪列伝』経営評論社、1979年5月。
- 『中国残酷ものがたり 知られざる中国食人史』経営評論社、1979年10月。
- 『毛の策略 毛沢東の人間操縦法』経営評論社、1980年10月。
- 『中国にもう花は咲かない』はまの出版、1989年5月。ISBN 4-89361-073-2。
- 『中国人の黒い舌』はまの出版、1989年7月。ISBN 4-89361-078-3。
- 『大予言中国崩壊のシナリオ』はまの出版、1989年9月。ISBN 4-89361-084-8。
- 『呪われた中国人 “中国食人史"の重大な意味』光文社〈カッパ・ブックス〉、1990年9月。ISBN 4-334-00499-7。
- 『それでも日本だけが繁栄する 欧米にとって代わる東アジア』光文社〈カッパ・ブックス〉、1992年2月。ISBN 4-334-00518-7。
- 『日本の繁栄はもう止まらない 知的通商国家としての歴史の必然』光文社〈カッパ・ブックス〉、1993年6月。ISBN 4-334-00537-3。
- 『歴史が示す競争の法則』亜紀書房、1994年6月。ISBN 4-7505-9415-6。
- 『中華帝国の解体』亜紀書房、1994年6月。ISBN 4-7505-9411-3。
  - 『それでも中国は崩壊する』ワック〈WAC bunko〉、2004年4月。ISBN 4-89831-521-6。 - 上記[10]の増訂版。
  - 『それでも中国は崩壊する』（改訂版）ワック〈WAC bunko〉、2008年10月13日。ISBN 978-4-89831-591-0。
- 『醜い中国人 日本人はこのように騙される ビジネス編』光文社〈カッパ・ビジネス〉、1994年7月。ISBN 4-334-01289-2。
- 『醜い中国人 中華思想と日本商法 日中比較編』光文社〈カッパ・ビジネス〉、1994年12月。ISBN 4-334-01294-9。
- 『大東亜共栄圏の精神 なぜアジアだけが繁栄するのか』光文社〈カッパ・ビジネス〉、1995年8月。ISBN 4-334-01301-5。
- 『脅かす中国騙される日本 中国ビジネス市場崩壊』光文社〈カッパ.ビジネス〉、1996年1月。ISBN 4-334-01309-0。
- 『中国人の偽善台湾人の怨念 日本が選ぶ賢明な道』光文社〈カッパ・ビジネス〉、1996年6月。ISBN 4-334-01313-9。
- 『ありのままの中国 過大評価されている中国三〇〇〇年の正体』日本文芸社、1996年9月。ISBN 4-537-02531-X。
- 『中国・韓国の歴史歪曲 なぜ、日本人は沈黙するのか』光文社〈カッパ・ブックス〉、1997年8月。ISBN 4-334-00596-9。
- 『捏造された日本史 日清戦争-太平洋戦争まで 日中一〇〇年抗争の謎と真実』日本文芸社、1997年9月。ISBN 4-537-02579-4。
  - 『捏造された昭和史』（改訂版）ワック〈Wac bunko〉、2004年8月10日。ISBN 4-89831-523-2。 - 上記[11]の改訂版。
- 『中華思想の嘘と罠 中国の正体を見る』PHP研究所、1997年11月。ISBN 4-569-55865-8。
- 『歪められた朝鮮総督府 だれが「近代化」を教えたか』光文社〈カッパ・ブックス〉、1998年8月。ISBN 4-334-00634-5。
  - 『朝鮮半島を救った日韓併合 いつまで彼らは“被害者”を続けるのか』徳間書店〈徳間文庫〉、2006年9月。ISBN 4-19-892483-X。 - 上記[12]の改題。
- 『立ち直れない韓国 “謝罪要求"と“儒教の呪い"』光文社〈カッパ・ブックス〉、1998年10月。ISBN 4-334-00638-8。
- 『韓国人の「反日」台湾人の「親日」 朝鮮総督府と台湾総督府』光文社〈カッパ・ブックス〉、1999年4月。ISBN 4-334-00649-3。
- 『罠に嵌った日本史 日米中一〇〇年戦争の謎と真実』日本文芸社、1999年5月。ISBN 4-537-02696-0。
- 『「龍」を気取る中国「虎」の威を借る韓国 そして日本はしゃぶられ続ける』徳間書店、1999年12月。ISBN 4-19-861113-0。
  - 『「龍」を気取る中国「虎」の威を借る韓国』徳間書店〈徳間文庫〉、2005年5月。ISBN 4-19-892239-X。
- 『「No」と言える台湾 孤児国家・台湾経済はなぜ強いのか？』日本文芸社、2000年2月。ISBN 4-537-14026-7。
- 『主張する台湾迷走する日本 アジアをリードするのは誰だ？』光文社〈カッパ・ブックス〉、2000年3月。ISBN 4-334-00673-6。
- 『つけあがるな中国人うろたえるな日本人 「21世紀」日中文明の衝突』徳間書店、2000年9月。ISBN 4-19-861238-2。
  - 『つけあがるな中国人うろたえるな日本人 「21世紀」日中文明の衝突』徳間書店〈徳間文庫〉、2006年4月。ISBN 4-19-892410-4。
- 『漢字文明にひそむ中華思想の呪縛』集英社、2001年1月。ISBN 4-08-781208-1。
- 『台湾は日本人がつくった 大和魂への「恩」中華思想への「怨」』徳間書店、2001年4月。ISBN 4-19-861339-7。
  - 『台湾は日本の植民地ではなかった』ワック〈WAC bunko〉、2005年12月14日。ISBN 4-89831-540-2。 - 上記[13]の新版。
- 『醜い中国人』徳間書店〈徳間文庫〉、2001年6月。ISBN 4-19-891515-6。
- 『満州国の遺産 歪められた日本近代史の精神』光文社、2001年7月。ISBN 4-334-97306-X。
  - 『満州国は日本の植民地ではなかった』ワック〈WAC bunko〉、2005年9月7日。ISBN 4-89831-536-4。 - 上記[14]の新版。
- 『日中戦争知られざる真実 中国人はなぜ自力で内戦を収拾できなかったのか』光文社、2002年1月。ISBN 4-334-97325-6。
  - 『「日中戦争」は侵略ではなかった』ワック〈WAC bunko〉、2005年10月11日。ISBN 4-89831-538-0。 - 上記[15]の改訂版。
  - 『「日中戦争」は侵略ではなかった』（改訂版）ワック〈WAC BUNKO B-139〉、2011年3月3日。ISBN 978-4-89831-639-9。
- 『中華思想の罠に嵌った日本 一人が支配する国・中国の病理を暴く』日本文芸社、2002年1月。ISBN 4-537-25083-6。
- 『捏造された近現代史 日本を陥れる中国・韓国の罠』徳間書店、2002年1月。ISBN 4-19-861467-9。
  - 『中国・韓国が死んでも教えない近現代史』（増補版）徳間書店〈徳間文庫〉、2005年7月。ISBN 4-19-892273-X。 - 上記[16]の増補版。
- 『韓国は日本人がつくった 朝鮮総督府の隠された真実』徳間書店、2002年4月。ISBN 4-19-861506-3。
  - 『韓国は日本人がつくった』（改訂新版）ワック〈WAC bunko〉、2005年5月。ISBN 4-89831-531-3。
  - 『韓国は日本人がつくった』（改訂版）ワック〈WAC BUNKO B-132〉、2010年8月27日。ISBN 978-4-89831-632-0。
  - 『韓国は日本人がつくった』徳間書店〈徳間文庫 こ29-10〉、2012年10月5日。ISBN 978-4-19-893628-0。
- 『どこまで中国に喰われ続けるのか』徳間書店、2002年7月。ISBN 4-19-861545-4。
- 『近代中国は日本がつくった 日清戦争以降、日本が中国に残した莫大な遺産』光文社、2002年10月。ISBN 4-334-97366-3。
  - 『近代中国は日本がつくった』（改訂新版）ワック〈WAC bunko〉、2005年7月7日。ISBN 4-89831-533-X。
- 『中国「反日」の狂奔』光文社、2003年3月。ISBN 4-334-97383-3。
- 『中国人の卑劣日本人の拙劣』徳間書店、2003年5月。ISBN 4-19-861693-0。
  - 『日本人が知らない中国人の本性』徳間書店〈徳間文庫〉、2005年11月。ISBN 4-19-892335-3。 - 上記[17]の改題。
- 『世界を急襲する中国発SARSの恐怖』光文社、2003年6月。ISBN 4-334-97401-5。
- 『中国が死んでも日本に勝てない7つの理由』青春出版社、2003年8月。ISBN 4-413-03422-8。
- 『日本人が台湾に遺した武士道精神』徳間書店、2003年10月。ISBN 4-19-861752-X。
- 『日本の植民地の真実 台湾朝鮮満州』扶桑社、2003年10月。ISBN 4-594-04215-5。
- 『中国が葬った歴史の新・真実 捏造された「日中近代史」の光と闇』青春出版社、2003年12月。ISBN 4-413-03442-2。
- 『中国こそ逆に日本に謝罪すべき9つの理由 誰も言わない「反日」利権の真相』青春出版社、2004年4月。ISBN 4-413-03460-0。
- 『中国の日本潰しが始まった』徳間書店、2004年4月。ISBN 4-19-861850-X。
  - 『中国の「反日」は終わらない』徳間書店〈徳間文庫〉、2007年7月。ISBN 978-4-19-892632-8。 - 上記[18]の増補版。
- 『華禍 こんなに中華主義が怖いわけ the eight perils from China』ワック、2004年10月。ISBN 4-89831-078-8。
  - 『「複合汚染国家」中国』ワック〈WAC bunko〉、2006年7月29日。ISBN 4-89831-548-8。 - 上記[19]の新版。
  - 『「複合汚染国家」中国』（新版）ワック〈WAC BUNKO B-178〉、2013年5月21日。ISBN 978-4-89831-678-8。 - 上記[20]の新版。
- 『中国陰謀学入門 戦慄！それでも日本人は騙される』福昌堂、2004年11月。ISBN 4-89224-790-1。
- 『歴史から消された日本人の美徳 今蘇るこの国の"心の遺産"とは』青春出版社、2004年12月。ISBN 4-413-03509-7。
- 『反日教育を煽る中国の大罪 日本よ、これだけは中国に謝罪させよ！』日本文芸社、2005年1月。ISBN 4-537-25251-0。
- 『日本人から奪われた国を愛する心』徳間書店、2005年2月。ISBN 4-19-861983-2。
  - 『日本人から奪われた国を愛する心』徳間書店〈徳間文庫〉、2006年11月。ISBN 4-19-892510-0。
- 『チャイナ・リスク』海竜社、2005年3月。ISBN 4-7593-0861-X。
- 『日本人が知らない日本人の遺産 教科書が教えないもうひとつの歴史』青春出版社、2005年6月。ISBN 4-413-03538-0。
- 『今こそ中国人に突きつける日中戦争真実の歴史』徳間書店、2005年6月。ISBN 4-19-862022-9。
  - 『今こそ中国人に突きつける日中戦争真実の歴史』徳間書店〈徳間文庫〉、2008年8月。ISBN 978-4-19-892831-5。
- 『大日本帝国の真実 西欧列強に挑んだ理想と悲劇』扶桑社、2005年6月。ISBN 4-594-04972-9。
- 『中国・韓国反日歴史教育の暴走』海竜社、2005年8月。ISBN 4-7593-0883-0。
- 『驕れる中国悪夢の履歴書』福昌堂、2005年10月。ISBN 4-89224-793-6。
- 『中国の宿命』PHP研究所、2005年12月。ISBN 4-569-64654-9。
- 『命がけの夢に生きた日本人 世界の国々に刻まれた歴史の真実』青春出版社、2006年4月。ISBN 4-413-03579-8。
- 『米中が激突する日 北東アジアはいまや世界の火薬庫』PHP研究所〈PHP paperbacks〉、2006年5月。ISBN 4-569-64898-3。
- 『中国の大誤算』福昌堂、2006年5月。ISBN 4-89224-799-5。
- 『嫌中論 世界中から嫌われる中国』徳間書店、2006年7月。ISBN 4-19-862193-4。
- 『日本人よ、自分の国に誇りを持ちなさい 世界モデルとしての日本論 日本人が胸を張っていいこれだけの理由』飛鳥新社、2006年7月。ISBN 4-87031-738-9。
- 『黄文雄の大東亜戦争肯定論』ワック、2006年11月22日。ISBN 4-89831-098-2。
- 『中国日本包囲網』海竜社、2007年1月。ISBN 978-4-7593-0960-7。
- 『韓国・北朝鮮を永久に黙らせる100問100答』ワック、2007年3月28日。ISBN 978-4-89831-105-9。
  - 『韓国・北朝鮮を永久に黙らせる100問100答』ワック〈ワックBUNKO B-163〉、2012年7月19日。ISBN 978-4-89831-664-1。
- 『中華帝国の興亡 「歴史の罠」から抜け出せない隣国』PHP研究所、2007年4月。ISBN 978-4-569-65957-2。
- 『日本を呪縛する「反日」歴史認識の大嘘』徳間書店、2007年4月。ISBN 978-4-19-862320-3。
  - 『日本を呪縛する「反日」歴史認識の大嘘』徳間書店〈徳間文庫〉、2012年11月2日。ISBN 978-4-19-893629-7。
- 『文明の自殺 逃れられない中国の宿命』集英社インターナショナル、2007年5月。ISBN 978-4-7976-7157-5。
- 『2008年の国難 日本の敵は！？味方は！？』ビジネス社、2007年6月。ISBN 978-4-8284-1355-6。
- 『「従軍慰安婦」問題』ワック〈WAC bunko 66〉、2007年7月19日。ISBN 978-4-89831-566-8。
  - 『「慰安婦問題」は韓国と朝日の捏造だ 100問100答』（改訂版）ワック〈WAC BUNKO B-168〉、2012年9月3日。ISBN 978-4-89831-668-9。 - 上記[21]の改訂版。
- 『戦争の歴史 日本と中国 こんなに違う、日中の戦争観！』ワック、2007年10月8日。ISBN 978-4-89831-113-4。
- 『ジョークでわかる中国の笑えない現実』徳間書店、2007年12月。ISBN 978-4-19-862460-6。
- 『中国「魔性国家」の正体 日本人が知らない』成甲書房、2008年1月。ISBN 978-4-88086-226-2。
- 『蔣介石神話の嘘 中国と台湾を支配した独裁者の虚像と実像』明成社、2008年3月。ISBN 978-4-944219-70-4。
- 『台湾は中国の領土になったことは一度もない』海竜社、2008年7月。ISBN 978-4-7593-1029-0。
- 『中国の大動乱が日本に押し寄せる 繰り返す中華の歴史法則』徳間書店、2008年7月。ISBN 978-4-19-862572-6。
- 『日本語と漢字文明 漢字を受け入れ、仮名をつくった独創性』ワック、2008年11月11日。ISBN 978-4-89831-125-7。
- 『厚黒学――腹黒くずぶとく生き抜く 生きかたを識る』心交社〈Shinkosha Selection〉、2009年10月。ISBN 978-4-7781-0823-6。
- 『黄文雄の近現代史集中講座 台湾・朝鮮・満州編』徳間書店、2009年12月。ISBN 978-4-19-862866-6。
- 『それでも中国を信用できない7つの理由』海竜社、2009年12月。ISBN 978-4-7593-1105-1。
- 『黄文雄の近現代史集中講座 日清・日露・大東亜戦争編』徳間書店、2010年2月18日。ISBN 978-4-19-862910-6。
- 『森から生まれた日本の文明 共生の日本文明と寄生の中国文明』ワック、2010年2月26日。ISBN 978-4-89831-140-0。
- 『黄文雄の近現代史集中講座 大日本帝国編』徳間書店、2010年5月21日。ISBN 978-4-19-862952-6。
- 『これからの中国は、こうなる！ 黄文雄の完全予測』ワック〈WAC BUNKO B-127〉、2010年6月24日。ISBN 978-4-89831-627-6。
- 『日本支配を狙って自滅する中国 世界が警戒する恫喝大国の行方』徳間書店、2010年11月。ISBN 978-4-19-863070-6。
- 『それでも、中国は日本を越えることができない！ ほんとうの理由77』ワック〈WAC BUNKO B-138〉、2011年1月27日。ISBN 978-4-89831-638-2。
- 『中国人の8割は愚か！ 漢民族に支配された私』李白社、2011年3月。ISBN 978-4-89451-932-9。
- 『中国が沖縄を獲る日』ワニ・プラス〈ワニブックス〈PLUS〉新書 051〉、2011年4月。ISBN 978-4-8470-6034-2。
- 『日本人はなぜ世界から尊敬され続けるのか 魏志倭人伝、ドラッカーも！2000年前から外国が絶賛』徳間書店〈ワニブックス〈PLUS〉新書 051〉、2011年5月。ISBN 978-4-19-863183-3。
  - 『日本人はなぜ世界から尊敬され続けるのか』徳間書店〈徳間文庫〉、2014年5月2日。ISBN 978-4-19-893830-7。
- 『哲人政治家 李登輝の原点』ワック〈WAC BUNKO B-149〉、2011年8月4日。ISBN 978-4-89831-649-8。
- 『チャイナ・リスク爆発前夜』海竜社、2011年8月。ISBN 978-4-7593-1192-1。
- 『「昭和の大戦」の真実』 正、ワック〈WAC BUNKO B-150〉、2011年8月16日。ISBN 978-4-89831-650-4。
- 『トンデモ大国・中国を知らねば日本の復興はない』まどか出版、2011年9月。ISBN 978-4-944235-58-2。
- 『「昭和の大戦」の真実』 続、ワック、2011年9月27日。ISBN 978-4-89831-651-1。
- 『日本人だけが知らない 世界から絶賛される日本人』徳間書店、2011年12月28日。ISBN 978-4-19-863310-3。
- 『心を許せない隣人 中国と中国人は、この五文字で理解できる 詐（いつわる）盗（ぬすむ）争（あらそう）私（オレが）汚（けがす）』ワック〈WAC BUNKO B-158〉、2012年1月。ISBN 978-4-89831-658-0。
- 『日本人こそ知っておくべき 世界を号泣させた日本人』徳間書店、2012年3月30日。ISBN 978-4-19-863384-4。
- 『日本人はなぜ中国人、韓国人とこれほどまで違うのか』徳間書店、2012年8月13日。ISBN 978-4-19-863458-2。
  - 『日本人はなぜ中国人、韓国人とこれほどまで違うのか』徳間書店〈徳間文庫 こ29-12〉、2014年3月7日。ISBN 978-4-19-893814-7。
- 『中国人が死んでも認めない捏造だらけの中国史』産経新聞出版、2012年9月28日。ISBN 978-4-8191-1186-7。
- 『反日感情を操る中国の正体 日本よ、これだけは中国に謝罪させよ！』日本文芸社、2012年10月。ISBN 978-4-537-25983-4。
- 『世界中に嫌われる国・中国 崩壊のシナリオ』ワック〈ワックBUNKO B-173〉、2012年10月26日。ISBN 978-4-89831-673-3。
- 『中学生に教えたい 日本と中国の本当の歴史』徳間書店〈徳間ポケット 006〉、2012年12月22日。ISBN 978-4-19-863528-2。
- 『なぜ中国人・韓国人は「反日」を叫ぶのか』宝島社、2013年1月15日。ISBN 978-4-8002-0642-8。
- 『日本人が信じている近現代史は嘘だらけである』晋遊舎、2013年1月28日。ISBN 978-4-86391-711-8。
- 『やっぱりこんなに違う！日本人が絶対に理解できない中国人と韓国人』徳間書店、2013年2月25日。ISBN 978-4-19-863556-5。
- 『学校では絶対に教えない植民地の真実 朝鮮・台湾・満州』ビジネス社、2013年4月12日。ISBN 978-4-8284-1706-6。
- 『韓国人に教えたい日本と韓国の本当の歴史』徳間書店、2013年5月24日。ISBN 978-4-19-863609-8。
- 『だから日本人は騙される 尖閣・竹島問題でわかった歴史のウソ』経済界〈経済界新書 039〉、2013年5月25日。ISBN 978-4-7667-2049-5。
- 『中国人と韓国人が作った「インチキ神話」に操られる日本人！ 本当に恐ろしいのは「反日日本人」だ』ヒカルランド、2013年6月17日。ISBN 978-4-86471-128-9。
- 『なぜ食べ続けてきたのか！？ 「食人文化」で読み解く中国人の正体』ヒカルランド、2013年7月2日。ISBN 978-4-86471-133-3。
- 『日本人よ！「強欲国家」中国の野望を砕け』ビジネス社、2013年8月15日。ISBN 978-4-8284-1722-6。
- 『もしもの近現代史』扶桑社、2013年9月3日。ISBN 978-4-594-06873-8。
- 『真実の中国史 1949-2013』ビジネス社、2013年11月1日。ISBN 978-4-8284-1730-1。
- 『日本人はなぜ特攻を選んだのか』徳間書店、2013年11月22日。ISBN 978-4-19-863705-7。
- 『日本人の道徳力 道徳を超える日本精神』扶桑社、2013年12月21日。ISBN 978-4-594-06969-8。
- 『今こそ知っておきたい世界を「あっ！」と言わせた日本人』海竜社、2014年1月。ISBN 978-4-7593-1348-2。
- 『中国・韓国が死んでも隠したい本当は正しかった日本の戦争』徳間書店、2014年2月。ISBN 978-4-19-863767-5。
- 『なぜ韓国人・中国人は「反日」を叫ぶのか』宝島社〈宝島SUGOI文庫 Aこ-5-1〉、2014年2月22日。ISBN 978-4-8002-2385-2。
- 『日本を取り戻す アベノミクスと反日の中国・韓国』光明思想社、2014年3月。ISBN 978-4-904414-27-9。
- 『犯韓論』幻冬舎ルネッサンス〈幻冬舎ルネッサンス新書 こ-4-1〉、2014年3月5日。ISBN 978-4-7790-6096-0。
- 『世界が憧れる 天皇がいる日本』徳間書店、2014年4月8日。ISBN 978-4-19-863753-8。
- 『儒禍 中国二千年の呪縛』光文社、2014年9月20日。ISBN 978-4-334-97798-6。
- 『本気で日本侵略に動き出した中国 2020年に台湾侵攻、そして日本を分断支配』徳間書店、2018年1月31日。
- 『世界が憧れる天皇のいる日本』徳間書店、2018年2月7日。
- 『まんがでよくわかる 日本人だけが知らない世界から絶賛される日本人 神わざ・篇』徳間書店、2018年2月27日。
- 『中国が日本に仕掛ける最終戦争: 習近平の帝政復活で』徳間書店、2018年3月28日。ISBN 978-4198645946。
- 『世界を変えた日本と台湾の絆』徳間書店、2018年9月22日。
- 『中国人が死んでも認めない捏造だらけの中国史』潮書房光人新社、2018年12月21日、ISBN 978-4769870074。
- 『なぜ食べ続けてきたのか!? 「食人文化」で読み解く中国人の正体』ヒカルランド、2018年11月26日。
- 『なぜ韓国は未来永劫幸せになれないのか』ビジネス社、2019年3月15日。ISBN 978-4828420837。

ほか

### 共著・編著・共編著
- 鄭義『食人宴席 抹殺された中国現代史』黄文雄 翻訳、光文社〈カッパ・ブックス〉、1993年11月。ISBN 978-4334005436。
- 柏楊、黄文雄『新 醜い中国人 「21世紀は中国人の時代」は大嘘だ』光文社〈カッパ・ブックス〉、1997年3月。ISBN 978-4334005801。
- 黄文雄、池田憲彦『日本がつくったアジアの歴史 7つの視点』総合法令出版、1998年8月。ISBN 978-4893466037。
- 小堀桂一郎、渡部昇一 編『新世紀の靖國神社 決定版 全論点』近代出版社、2005年10月。ISBN 978-4907816186。
- 日本政策研究センター 著「大国・中国がまき散らす「禍」 文明史から見た「複合汚染国家」中国」、『明日への選択』編集部編集・企画 編『大国・中国という「悪夢」 こんな国にオリンピック開催の資格があるか？』日本政策研究センター、2007年9月、[要ページ番号]頁。ISBN 978-4-902373-19-6。
- 黄文雄、呉善花、石平『売国奴』ビジネス社、2007年10月17日。ISBN 978-4-8284-1387-7。
  - 黄文雄、呉善花、石平『売国奴 なぜ中韓は反日を国是とするのか』（新装版）ビジネス社、2013年1月。ISBN 978-4-8284-1692-2。
- 黄文雄、宮崎正弘『世界が仰天する中国人の野蛮』徳間書店、2008年3月。ISBN 978-4-19-862508-5。
- 黄文雄、石平、呉善花『帰化日本人 だから解る日本人の美点・弱点』李白社、2008年11月。ISBN 978-4-89451-903-9。
  - 黄文雄、呉善花、石平『黄文雄（台湾）が呉善花（韓国）、石平（中国）に直撃 日本人は中国人・韓国人と根本的に違う』徳間書店、2013年4月11日。ISBN 978-4-19-863602-9。 - 上記[22]の新装版。
- 黄文雄、石平『「中国の終わり」のはじまり 習近平政権、経済崩壊、反日の行方』徳間書店、2012年11月29日。ISBN 978-4-19-863521-3。
- 潮匡人、河添恵子、いしゐのぞむ、イリハムマハムティ、西村幸祐「第6章 日本文明の7つの特質と、あるべき戦略」『日本の国益 野蛮・中国に勝つための10の論点』Ilham Mahmut 原著、幸福の科学出版、2012年12月27日、[要ページ番号]頁。ISBN 978-4-86395-289-8。
- 「東アジアの間違った歴史認識を正す」『森羅万象そこが知りたい』黄文雄 ほか、晋遊舎〈晋遊舎ムック〉、2012年12月13日、[要ページ番号]頁。ISBN 978-4-86391-682-1。
- 黄文雄 責任編集 編『尖閣どころか沖縄が危ない! 日本は中国にこうして侵略される! 初めて解明された侵略の原理と歴史法則』ヒカルランド、2012年12月。ISBN 978-4-86471-074-9。
- 宮崎正弘ほか「日本が謝罪すべきことは何一つない」『教科書が教えてくれない 日中韓の近現代史 集中講座』晋遊舎〈晋遊舎ムック 晋遊舎歴史探訪シリーズ14〉、2013年2月27日、[要ページ番号]頁。ISBN 978-4-86391-721-7。
- 黄文雄、石平『中国はもう終わっている』徳間書店、2013年9月17日。ISBN 978-4-19-863667-8。
- 呉善花、石平、黄文雄『日本人の恩を忘れた中国人・韓国人の「心の闇」: 呉善花(韓国)が黄文雄(台湾)、石平(中国)に直撃』李白社、2013年12月12日。ISBN 978-4-19-863724-8。
- 石平、呉善花、黄文雄『日本人は中韓との「絶交の覚悟」を持ちなさい: 石平(中国)が黄文雄(台湾)、呉善花(韓国)に直撃』徳間書店 販売、李白社、2014年1月25日。ISBN 978-4-19-863736-1。
- 水間政憲、黄文雄『有名女子中学「入試問題の大嘘！」証明写真で暴いてます これは「自虐史観の大安売り」です！』ヒカルランド〈Knock-the-knowing 005〉、2014年2月19日。ISBN 978-4-86471-181-4。

### 監修
- ジョージ秋山 漫画『マンガ中国入門 やっかいな隣人の研究』黄文雄 監修、飛鳥新社、2005年8月。ISBN 978-4870316829。
  - ジョージ秋山 漫画『マンガ中国入門 やっかいな隣人の研究』黄文雄 監修、飛鳥新社〈ゴマ文庫〉、2008年6月。ISBN 978-4-7771-5064-9。
- 黄文雄『くたばれ平和主義！』スタジオ大四畳半 漫画、飛鳥新社〈マンガ入門シリーズ〉、2009年11月。ISBN 978-4-87031-966-0。

## 論文
- 黄 文雄 - CiNii論文